# Borlovenii Noi, Caraș-Severin
Borlovenii Noi este un sat în comuna Prigor din județul Caraș-Severin, Banat, România.

## Legături externe

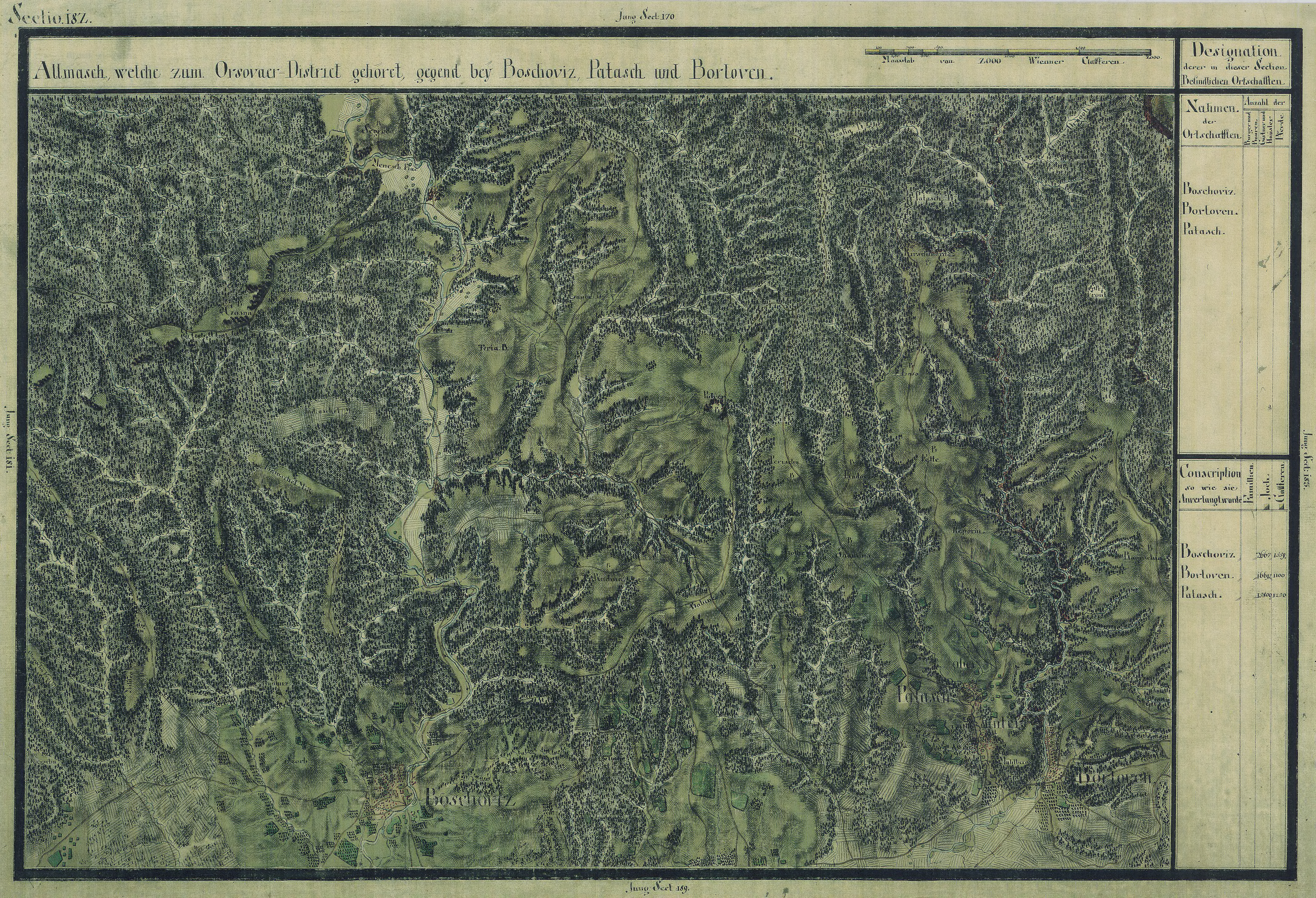
Borlovenii Noi în Harta Iosefină a Banatului, 1769-72